# البحث عن فضيحة (فلم)
البحث عن فضيحة، فيلم كوميدي مصري بطولة عادل إمام وسمير صبري وميرفت أمين ويوسف وهبي وميمي شكيب، وهو آخر أفلام الكاتب أبو السعود الإبياري، وشارك خلال الفيلم العديد من ضيوف الشرف من فنانين الصف الأول.
عُرض الفيلم ضمن أفلام عيد الأضحى 1392 هـ.
فكرة الفيلم مقتبسة من الفيلم الأميركي دليل الرجل المتزوج من إنتاج عام 1967.

## قصة الفيلم
حيث ينتقل المهندس الساذج مجدي (عادل إمام) من دشنا بصعيد مصر للعمل بشركة المقاولات العربية بالقاهرة والذي يريد أن يرتبط بفتاة جميلة حسب رغبة والده لتحسين نسل العائلة الدميمة ويتعرف على المهندس سامي (سمير صبري) زميله بالشركة ويصادقه ويقيم معه بشقته بشارع أبو الفدا بالزمالك ويصرح له عن رغبته ووصيه أبوه فيساعده سامي على الدردحة ثم يقع مجدي في غرام حنان فهمى (ميرفت أمين) ويصطدم برفض أمها (ميمي شكيب) المتسلطة لهذا الزواج والتي ترغب في ارتباطها ب ريكو، الذي قام بدوره الممثل والمخرج ناجي أنجلو، ابن أختها ولكن بعد محاولات منه وبمساعدة سامي الذي يعطى له أمثله لأصدقاء له قاموا بمغامرات وحاولوا التقرب أو الارتباط ببعض الفتيات فنجد إفيهات ومواقف طريفة من عبد العظيم أحمد عبد العظيم (جورج سيدهم) وعزيز محمد حمزة (محمد عوض) والمعلم الإسكندراني صابر (توفيق الدقن) وفكري (أحمد رمزي) وفي النهاية ينجح هو ووالدها في اقناع والدتها بالزواج بينما يتزوج سامي من مسعدة (نبيلة السيد).

## فريق العمل

### بطولة
- عادل إمام.
- سمير صبري.
- ميرفت أمين.
- يوسف وهبي.
- ميمي شكيب.
- محمد رضا.
- نبيلة السيد.

### ضيوف الشرف
- محمد عوض.
- أحمد رمزي.
- جورج سيدهم.
- صلاح نظمي.
- توفيق الدقن.
- زوزو ماضي.
- زيزي البدراوي.
- نوال أبو الفتوح.
- نجوى فؤاد.
- عماد حمدي.
- حسن حامد.

### الفريق الفني
- تأليف: أبو السعود الإبياري
- إخراج: نيازي مصطفى
- إنتاج: جمال الليثي

## روابط خارجية
- مقالات تستعمل روابط فنية بلا صلة مع ويكي بيانات